# Демидов, Иван Алексеевич (хоккеист)
Ива́н Алексе́евич Деми́дов (род. 10 декабря 2005, Сергиев Посад, Московская область) — российский хоккеист, нападающий клуба НХЛ «Монреаль Канадиенс». Мастер спорта России (2023).

## Биография
Начинал заниматься хоккеем в ХК «Дмитров». Когда команда вылетела во вторую группу чемпионата Москвы, в 2019 перешёл в школу ярославского «Локомотива», но через три месяца оказался в «Витязе».
В сезоне 2021/22 вместе со старшим братом Семёном перешёл в систему петербургского СКА. Стал играть в МХЛ за «СКА-Варяги» и «СКА-1946». 2 ноября 2022 года в возрасте 16 лет и 327 дней дебютировал в КХЛ в домашнем матче против «Сочи» (5:2).
В сезонах 2022/23 и 2023/24 признавался самым ценным игроком чемпионата МХЛ. В сезоне 2022/23 набрал 62 очка (19+43) в 41 матче регулярного сезона МХЛ и 13 очков (5+8) в 13 матчах плей-офф. В сезоне 2023/24 набрал 60 очков (23+37) в 30 матчах регулярного сезона МХЛ и 28 очков (11+17) в 17 матчах плей-офф. Демидов помог СКА-1946 выиграть Кубок Харламова.
В 2024 году был выбран на драфте НХЛ клубом «Монреаль Канадиенс» под пятым номером.
В сезоне 2024/25 стал регулярно играть за СКА. Первое очко в КХЛ набрал в первом матче сезона 5 сентября против магнитогорского «Металлурга» (4:5 ОТ). 15 сентября забросил свою первую шайбу в игре против «Лады» (4:3 ОТ). 19 сентября набрал 4 очка (2+2) в игре против «Сочи» (7:4). 23 октября набрал 4 очка (0+4) в игре против «Куньлуня» (8:0). С 19 декабря 2024 года по 5 января 2025 года забрасывал в 6 матчах КХЛ подряд, набрав за это время 11 очков (7+4). С 19 декабря 2024 года по 21 января 2025 года забрасывал в 9 из 11 матчах, набрав 17 очков (10+7). 28 января 2025 года в возрасте 19 лет и 1 месяца сделал свой первый хет-трик в КХЛ в матче против «Витязя» (4:1). Только три хоккеиста делали хет-трик в КХЛ в более юном возрасте (Максим Кицын, Элли Толванен и Никита Гуслистов).
Был признан лучшим новичком 1/8 финала КХЛ 2024/25.
8 апреля 2025 года по соглашению сторон контракт со СКА был расторгнут, и Демидов подписал трёхлетний контракт новичка с клубом НХЛ «Монреаль Канадиенс». 14 апреля 2025 года дебютировал в НХЛ за «Монреаль Канадиенс» в матче против «Чикаго Блэкхокс», в своем дебютном матче набрал первое очко, забил первый гол и отдал голевую передачу в карьере НХЛ.

## Статистика
| Легенда | Легенда                    | Легенда | Легенда                   | Легенда | Легенда    |
| ------- | -------------------------- | ------- | ------------------------- | ------- | ---------- |
| И       | Количество проведённых игр | Штр     | Штрафное время            | +/−     | Плюс-минус |
| Г       | Голы                       | П       | Голевые передачи          | О       | Очки       |
| -       | Статистика неизвестна      | —       | Статистика не учитывалась |         |            |